# Scopula anatreces
Scopula anatreces is een vlinder uit de familie van de spanners (Geometridae). De wetenschappelijke naam van de soort is voor het eerst geldig gepubliceerd in 1920 door Prout. De vlinder komt voor in Taiwan.